# Comuna Mîkilske, Orihiv
Mîkilske (în ucraineană Микільське) este o comună în raionul Orihiv, regiunea Zaporijjea, Ucraina, formată din satele Mîkilske (reședința), Novosoloșîne și Tîmoșivka.

## Demografie
Componența lingvistică a comunei Mîkilske
     Ucraineană (95,34%)
     Rusă (4,1%)
     Alte limbi (0,56%)
Conform recensământului din 2001, majoritatea populației comunei Mîkilske era vorbitoare de ucraineană (95,34%), existând în minoritate și vorbitori de rusă (4,1%).